# Juan II d'Àvila
Juan fou un religiós castellà, bisbe d'Àvila entre 1191 i 1195.
Malgrat que el cronista Gil González Dávila esmenta que apareix documentat durant el regnat d'Enric I de Castella, aquest fet no és cert, perquè el bisbe va morir abans. Carlos de Ayala comenta que és present al costat d'Alfons VIII de Castella, amb el qual va tenir una fluida relació. Aquest factor d'amistat amb el monarca explicaria perquè Juan és present en la batalla d'Alarcos al costat del monarca lleonès, el juliol de 1195. El bisbe va morir en el transcurs d'aquesta batalla. D'altra banda, González Dávila també esmenta que el bisbe és enterrat al convent de San Pedro de la Espina.